# Obsesión maternal
Obsesión maternal (First Born, en V. O.) es una película estadounidense de suspense de 2007, dirigida y escrita por Isaac Webb. 
El film está protagonizado por Elisabeth Shue en el papel de una madre primeriza que empieza a sufrir una grave situación de estrés psicológico postparto.

## Argumento
Laura (Elisabeth Shue) se embaraza por primera vez. El matrimonio recibe la noticia con gran entusiasmo y preparan la llegada del bebé, pero tras su nacimiento la madre empieza a obsesionarse en exceso con el cuidado de su hija hasta el punto de confundir realidad y fantasía. La sensación de vivir sola y alejada de la gran ciudad agrava su angustia, por lo que Steven, su marido (Steven Mackintosh) decide contratar a una niñera (Kathleen Chalfant) que la ayude en el cuidado del bebé. Sin embargo, la presencia de la canguro empeorará el estado mental de la madre. Tiene reminiscencias a la película de horror Burnt Offerings, de 1976. Varias escenas son muy parecidas a las de aquel filme.

## Reparto
- Elisabeth Shue es Laura.
- Steven Mackintosh es Steven.
- Kathleen Chalfant es la señora Kasperian.
- Khandi Alexander es Dierdre.